# 손상득
손상득(孫祥得, 1956년 4월 3일 ~ )은 전 KBO 리그 삼성 라이온즈의 포수이다.

## 선수 시절

### 삼성 라이온즈시절
1982년에 입단하였는데 같은 해 후기리그 10여 경기를 앞두고 서울 원정 때 선수 3명이 새벽까지 술을 마시자 서영무 초대감독이 세 선수를 불러 대구로 올려보냈으며 이 과정에서 선수층이 얇았던 당시 주전 3명이 빠져 외야를 보기도 했다.

## 야구선수 은퇴 후
삼성 라이온즈, 한화 이글스, SK 와이번스, LG 트윈스 등 다양한 팀에서 코치로 활동했고, 신일고등학교에서 감독직을 맡기도 했으나 2008년 제 30회 대붕기 고교야구 준준결승에서 경기를 일부러 포기해 논란을 일으켜 자격정지 6개월 징계를 받았다.

## 출신 학교
- 영덕야성초등학교
- 대구중학교
- 경북고등학교
- 고려대학교

## 통산 기록
| 연도 | 팀명  | 타율  | 경기 | 타수 | 득점 | 안타 | 2루타 | 3루타 | 홈런 | 루타 | 타점 | 도루 | 도실 | 볼넷 | 사구 | 삼진 | 병살 | 실책 |
| ---- | ----- | ----- | ---- | ---- | ---- | ---- | ----- | ----- | ---- | ---- | ---- | ---- | ---- | ---- | ---- | ---- | ---- | ---- |
| 1982 | 삼성  | 0.238 | 53   | 143  | 21   | 34   | 3     | 2     | 2    | 47   | 16   | 8    | 2    | 7    | 1    | 21   | 1    | 4    |
| 1983 | 삼성  | 0.263 | 18   | 19   | 4    | 5    | 0     | 1     | 0    | 7    | 2    | 1    | 0    | 1    | 0    | 3    | 0    | 0    |
| 1986 | 삼성  | 0.230 | 59   | 87   | 9    | 20   | 1     | 1     | 0    | 23   | 6    | 3    | 2    | 9    | 0    | 16   | 1    | 1    |
| 1987 | 삼성  | 0.295 | 37   | 61   | 4    | 18   | 2     | 0     | 0    | 20   | 6    | 0    | 1    | 1    | 0    | 5    | 2    | 2    |
| 1988 | 삼성  | 0.169 | 64   | 71   | 13   | 12   | 0     | 0     | 0    | 12   | 4    | 2    | 0    | 2    | 0    | 12   | 3    | 2    |
| 통산 | 5시즌 | 0.234 | 231  | 381  | 51   | 89   | 6     | 4     | 2    | 109  | 34   | 14   | 5    | 20   | 1    | 57   | 7    | 9    |